# Генрих I фон Дагсбург
Генрих I фон Дагсбург (нем. Heinrich I. von Dagsburg; умер 28 июня не позднее 1049) — граф Дагсбурга и Эгисхайма.
Родился между 1020 и 1025 годами. Сын Гуго VI (IX) фон Дагсбурга из рода нордгауских Этихонидов и Матильды, происхождение которой не выяснено. Племянник римского папы Льва IX, в хартии которого от 1050 года упоминается как умерший год или несколько лет назад.
Имя и происхождение жены Генриха I не выяснены. В некоторых генеалогиях она указана как наследница сеньории Моха. На самом деле большинство историков считают, что это дочь Генриха I Хейлвига вышла замуж за Альберта II де Моха, и именно через неё произошло объединение сеньории с Дагсбургом и Эгисхаймом.
Дети (родились между 1041 и 1049 годами):
- Герхард II (умер после 1098 года), граф Эгисхейма.
- Гуго X (убит в Нидерзасбахе 5 сентября 1089 года слугой епископа Страсбурга), граф Дагсбурга.
- Бруно (умер в 1102), архидиакон в Туле.
- Хейлвига, муж — Альберт II, граф де Моха (умер в 1098 году).